# Палатальний абруптив
Палатальний абруптив — тип приголосного звука, що існує в деяких людських мовах. Символ Міжнародного фонетичного алфавіту для цього звука — cʼ, а відповідний символ X-SAMPA — c_>.